# Heat 1X Tycho Brahe
Heat 1X Tycho Brahe er et rumskib (Tycho Brahe) og dens løfteraket (Heat 1X), der 3. juni 2011 blev opsendt fra en affyringsplatform i havet øst for Nexø på Bornholm. Den kom op i en højde af 2,8 kilometer, og fløj omkring 8,5 kilometer i alt. Det blev betragtet som en succes, selv om målet var at få den op i 16 kilometers højde. Opsendelsen er et led i en langsigtet plan om at lave en bemandet rumflyvning. Ved et tidligere forsøg 5. september 2010 skete der en teknisk fejl, så der ikke sås mere end lidt røgudvikling.
Raketten er ni meter lang og vejer 1,6 ton.
Heat 1X Tycho Brahe er udviklet af organisationen Copenhagen Suborbitals, der er et privatprojekt og hvis hovedkræfter er Peter Madsen og Kristian von Bengtson; den har kun kostet 300.000 kroner, som blev indsamlet af dem og deres sponsorer. Kristian von Bengtson har tidligere arbejdet for NASA.

## Nyt forsøg
I 2011 fik Copenhagen Suborbitals tilladelse at lave et nyt forsøg. Lørdag den 14. maj 2011 søsattes raketten igen. Senere på måneden sejlede Sputnik-affyringsrampen, raketten og raketholdet til Space Port Nexoe på Bornholm, hvor opsendelsesforsøget skete fra vandet den 3. juni. Hvis det skulle slå fejl, havde teamet et vindue på fem dage mellem den 1. og 5. juni, hvilket dog ikke blev brugt. Raketten nåede 2,8 km højde, mens rumfartøjets højde endnu ikke er kendt. Begge blev fundet omkring 10 km mod nord fra Sputnik.
Mission Control befandt sig på marinehjemmeværnsfartøjet Hjortø hvor både Kristian von Bengtson og Peter Madsen var om bord. Med ideelle vejrforhold var det kun teknikken, der kunne slå fejl.

### Budget
På Copenhagen Suborbitals hjemmeside er nævnt et samlet beløb på 37.000 euro.

## Fartøjer, der var del af projektet
Ved den opsendelsen d. 3. juni 2011 var tre fartøjer til stede, udover raketten og rumfartøjet.

### Heat 1X Tycho Brahe
- 2F2SPACE-7 Arkiveret 8. juni 2011 hos  Wayback Machine
- Kaldesignal: OZ2SPACE
- www.CopenhagenSuborbitals.com 13,8 V
- 16W, antenne HAAT 12 m, 6 dBi 135°,

bereik 19,2 km
- Brændstof: Polyuretan (PUR) + flydende ilt (LOX)

### Sputnik
Fartøjsdetaljer
- MMSI: 219015813 Arkiveret 6. juni 2011 hos  Wayback Machine.
- Kaldesignal: XPE3457
- Skibstype: Affyringsrampe
- Længde: 14 meter
- Bredde: 12 meter
- Registreret hastighed (Maks. / gennemsnit): 5,6 / 5,2 knob

### Leopold Rosenfeldt
Leopold Rosenfeldt var til stede for at yde hjælp, transport samt bjærgning af Tycho Brahe.
Fartøjsdetaljer
- MMSI: 219002761 (Webside ikke længere tilgængelig).
- Kaldesignal: OYIG
- Skibstype: Redningsfartøj (SAR)
- Længde: 23 meter
- Bredde: 6 meter
- Registreret hastighed (Maks. / gennemsnit): 16,9 / 13 knob

### MHV 903 Hjortø
Fartøjsdetaljer
- Kaldesignal: OVLC
- MMSI: 219000167 Arkiveret 22. oktober 2013 hos  Wayback Machine.
- Skibstype: Marinehjemmeværnsfartøj
- Længde: 27,20 meter
- Bredde: 5,60 meter
- Dybgang: 2,50 meter
- Hastighed: 13 knob

## Statiske raketmotortests
| DATE       | ENGINE TYPE | OXIDIZER       | FUEL         |  |
| 2010-05-16 | HEAT-1XP    | LOX            | Polyurethane |  |
| 2010-03-20 | HATV        | LOX            | Polyurethane |  |
| 2010-03-05 | HATV        | LOX (blowdown) |              |  |
| 2010-02-28 | HEAT-1X     | LOX            | Paraffin wax |  |
| 2009-12-13 | HATV        | LOX            | Paraffin wax |  |
| 2009-10-17 | HATV        | LOX            | Paraffin wax |  |
| 2009-09-20 | BabyHEAT    | LOX            | Paraffin wax |  |
| 2009-09-11 | BabyHEAT    | LOX            | Paraffin wax |  |
| 2009-09-11 | BabyHEAT    | LOX            | Paraffin wax |  |
| 2009-09-05 | BabyHEAT    | LOX            | Paraffin wax |  |
| 2009-09-05 | BabyHEAT    | LOX            | Paraffin wax |  |
| 2009-09-04 | BabyHEAT    | LOX            | Paraffin wax |  |
| 2009-08-07 | BabyHEAT    | LOX            | Paraffin wax |  |
| 2009-06-14 | HATV        | LN2O           | Epoxy        |  |
| 2009-03-08 | HATV        | LN2O           | Epoxy        |  |
| 2009-02-07 | XLR-2       | LN2O           | Epoxy        |  |
| 2008-11-16 | XLR-2       | LN2O           | Epoxy        |  |
| 2008-10-19 | XLR-2       | LN2O           | Epoxy        |  |

## Tidslinje
Tidslinje og videoer:

14.58: Brændstofstanken på raketten er tre fjerdedele fyldt
15.07: Der kommer røg ud af raketten og der er fortsat 5 mand ombord på affyringsrampen Sputnik.
15.30: Det sidste skib blev sendt væk fra området
15.45: Helium tryksætning er nu startet og stigende
16.00: Der er nu 22,4 bars overtryk i raketten.
16.05: Der er nu -170 grader inde i raketten
16.11: Stemningen er spændt på Hjortø. Sputniks besætning har forladt Sputnik og sejler mod Hjortø
16.25: Der er nedtælling – forventet affyring om 5 min.
16.30: Nedtællingen starter om få minutter – nedtællingen vil være 2 min.
16:32: Lift off, Super Sonic og seperation. Det lykkedes.

## Fremtiden
Den 30. juni meddelte Peter Von Bengtson at den nye raket vil blive kaldt Heat 2X Max.[kilde mangler]

## Medier
- Introduktion til Copenhagen Suborbitals
- TV2 sender live (Youtube)
- http://bambuser.com/node/1788939 Arkiveret 6. juni 2011 hos  Wayback Machine Video

september 2005
- Interview hos Go'morgen Danmark  (Webside ikke længere tilgængelig)
- Ook Denen de ruimte in  (Webside ikke længere tilgængelig), NOS Headlines, 2. september 2010
- New Scientist 2. september 2010
- Video van nyhedsvideo.dk/ 2. september 2010
- Youtube om Copenhagen Suborbitals 2. september 2010
- TV2Bornholm og Der ligger en rumraket i Nexø Havn 2. september 2010
- BBC: Danish rocketeers postpone launch
- Politiken: International interesse

juni 2011
- Affyret!!! FANTASTISK  (Webside ikke længere tilgængelig)
- Lift off (Webside ikke længere tilgængelig) Så blev raketten skudt af (Webside ikke længere tilgængelig) – Se opsendelsen igen (Webside ikke længere tilgængelig)
- http://ing.dk/artikel/119778-rumpionrerne-inspirerer-os-alle Arkiveret 6. juni 2011 hos  Wayback Machine
- HEAT-1X launch Copenhagen Suborbitals